# 2003 en football
Cet article présente les faits marquants de l'année 2003 en football.

## Janvier
- 23 janvier : Henri Stambouli, entraîneur de Sedan, est remercié. Dominique Bathenay prend le relais. Le club est dans une situation délicate puisqu'il ne possède qu'un seul point d'avance sur le premier relégable.

## Février
- 12 février : Joan Gaspart démissionne de son poste de président du FC Barcelone. Enric Reyna lui succède.

## Mars
- 2 mars, Coupe de la Ligue anglaise, finale : Liverpool remporte la League Cup en s'imposant 2-0 face à Manchester United.
- 9 mars, Championnat de France : Marseille - Paris : 0-3. Pour la première fois de son histoire, le PSG bat trois fois l'OM au cours d'une même saison (2 fois en championnat et 1 fois en coupe de France)et montre leur supériorité dans ces 3 classicos français

## Avril
- 5 avril, Championnat d'Angleterre : à Old Trafford, Manchester United s'impose très largement sur Liverpool (4-0).
- 19 avril, Championnat de France : exploit de Bordeaux qui écrase Ajaccio 6 buts à 1 à l'extérieur. Pauleta est l'auteur d'un triplé.
- 20 avril, Championnat d'Espagne : à Santiago Bernabéu, le Real Madrid et le FC Barcelone font match nul un but partout. Les buts sont inscrits par Ronaldo pour le Real et par Luis Enrique pour le Barça.
- 26 avril : le Bayern de Munich est champion d'Allemagne.
- 30 avril : Xabi Alonso joue son premier match avec l'Espagne lors d'une rencontre amicale face à l'Équateur. Il s'agit de la première rencontre entre les deux équipes.

## Mai
- 4 mai : Manchester United est champion d'Angleterre.
- 10 mai : la Juventus est championne d'Italie.
- 11 mai, Coupe d'Angleterre, finale : Arsenal remporte la FA Challenge Cup en s'imposant 1-0 face à Southampton.
- 17 mai, Coupe de la Ligue, finale : l'AS Monaco remporte la Coupe de la Ligue en s'imposant 4-1 face au FC Sochaux.
- 21 mai, Coupe de l'UEFA, finale : le FC Porto remporte la Coupe de l'UEFA en battant le Celtic de Glasgow en finale (3-2). C'est la première fois que l'on assiste au sacre d'un club portugais dans cette compétition.
- 23 mai : Antoine Kombouaré devient le nouvel entraîneur du Racing Club de Strasbourg.
- 24 mai : l'Olympique lyonnais est champion de France pour la deuxième fois consécutive. L'AS Monaco écrase Troyes (6-0) et profite de la défaite de Marseille pour obtenir la 2e place qualificative directe en Ligue des champions.
- 28 mai, Ligue des champions, finale : l'AC Milan enlève sa sixième Ligue des champions en battant la Juventus aux tirs au but après un match nul et vierge.
- 31 mai, Coupe de France, finale : l'AJ Auxerre remporte la Coupe de France face au Paris Saint-Germain (2-1). Il s'agit de la troisième Coupe de France gagnée par l'AJA.
- 31 mai, Coupe d'Écosse, finale : les Rangers FC remportent la Coupe d'Écosse en s'imposant 2-1 en finale face à Dundee FC.

## Juin
- 3 juin : John Terry reçoit sa première sélection en équipe d'Angleterre à l'occasion d'un match amical face à l'équipe de Serbie-et-Monténégro.
- 5 juin :
  - Francis Graille devient le nouveau président du Paris Saint-Germain.
  - László Bölöni remplace Vahid Halilhodžić au poste d'entraîneur du Stade rennais, qui lui part au PSG.
- 6 juin : Loïc Amisse est nommé entraîneur du FC Nantes en remplacement d'Angel Marcos.
- 12 juin : Wayne Rooney joue son premier match avec l'Angleterre lors d'une rencontre amicale face à l'Australie. À l'âge de 17 ans et 111 jours, il s'agit du plus jeune joueur à être sélectionné sous le maillot des Three Lions.
- 15 juin : Joan Laporta accède à la présidence du FC Barcelone.
  - Le Real Madrid est champion d'Espagne. Il s'agit du 29e titre de champion pour le Real.
- 17 juin : David Beckham quitte Manchester United et rejoint le Real Madrid pour une indemnité de transfert évaluée à 35 millions d'euros.
- 29 juin, Coupe des confédérations, finale : la France remporte la Coupe des confédérations en battant en finale le Cameroun 1-0 après prolongation.

## Principaux champions nationaux 2002-2003
- Afrique du Sud : Orlando Pirates
- Algérie : USM Alger
- Allemagne : Bayern Munich
- Angleterre : Manchester United
- Argentine : tournoi de clôture : River Plate
- Autriche : Austria Vienne
- Belgique : FC Bruges
- Bulgarie : CSKA Sofia
- Danemark : FC Copenhague
- Écosse : Rangers FC
- Égypte : Zamalek Le Caire
- Espagne : Real Madrid
- France : Olympique lyonnais
- Grèce : Olympiakos Le Pirée
- Hongrie : MTK Hungária Budapest
- Italie : Juventus
- Maroc : Hassania d'Agadir
- Mexique : tournoi de clôture : CF Monterrey
- Pays-Bas : PSV Eindhoven
- Pologne : Wisla Cracovie
- Portugal : FC Porto
- République tchèque : Sparta Prague
- Roumanie : Rapid Bucarest
- Serbie-Monténégro : Partizan Belgrade
- Suisse : Grasshopper-Club Zurich
- Tunisie : Espérance sportive de Tunis
- Turquie : Beşiktaş
- Ukraine : Dynamo Kiev

## Juillet
- 2 juillet, Copa Libertadores, finale : le club argentin de Boca Juniors remporte la Copa Libertadores face au club brésilien du Santos FC.
- 10 juillet : l'attaquant portugais Pauleta signe un contrat de trois ans avec le Paris Saint-Germain. Pauleta a terminé second meilleur buteur de Ligue 1 en inscrivant 23 buts.
- 19 juillet : l'attaquant brésilien Ronaldinho est transféré du PSG au FC Barcelone pour la somme de 27 millions d'euros.
- 26 juillet : 
  - L'Olympique lyonnais remporte le Trophée des champions en s'imposant 2 buts à 1 face à Auxerre.
  - Championnat d'Europe des moins de 19, finale : l'équipe d'Italie des moins de 19 ans est sacrée championne d'Europe en battant l'équipe du Portugal des moins de 19 ans. Le score est de 2 à 0.

## Août
- 3 août, Championnat de France, 1re journée : l'Olympique lyonnais s'incline 1-0 face à Lille au Stade Grimonprez-Jooris.
- 8 août : le bouquet britannique SKY débourse la somme de 1,024 milliard de Livres Sterling (soit environ 510 millions d'euros par an) pour les droits de diffusion de la Premier League anglaise pour la période 2004-2007.
- 12 août : le jeune footballeur portugais Cristiano Ronaldo est transféré à Manchester United pour la somme de 22 millions d'euros.
- 20 août : Cristiano Ronaldo joue son tout premier match avec le Portugal lors d'une rencontre amicale face au Kazakhstan.
- 24 août, Championnat de France : au Parc des Princes, le Paris Saint-Germain s'incline 2-4 face à l'AS Monaco. Ludovic Giuly inscrit 2 buts en faveur de l'ASM[1].
- 26 août : l'attaquant argentin Hernán Crespo est transféré à Chelsea.
- 27 août : le footballeur brésilien Giovane Élber quitte le Bayern Munich et rejoint l'Olympique lyonnais[2].
- 29 août, Supercoupe de l'UEFA : le Milan AC remporte la Supercoupe de l'UEFA face au FC Porto sur le score de 1 but à 0.
- 31 août : l'attaquant international espagnol Fernando Morientes est prêté pour une saison à l'AS Monaco.

## Septembre
- 6 septembre : Fernando Torres joue son premier match avec l'Espagne lors d'une confrontation amicale face au Portugal.
- 13 septembre, Championnat d'Espagne : sensation au Stade Santiago Bernabéu avec le Real Madrid qui écrase le Real Valladolid sur le score de 7-2. L'attaquant madrilène Raúl inscrit 3 buts.

## Octobre
- 12 octobre, Coupe du monde féminine, finale : l'Allemagne remporte la Coupe du monde de football féminin face à la Suède (score : 2-1 après prolongation).
- 24 octobre : Élie Baup, entraîneur des Girondins de Bordeaux, est remercié. Michel Pavon le remplace. Le club bordelais occupe la 16e place du classement de la Ligue 1 et n'a pris que 11 points en 10 rencontres[3].

## Novembre
- 1er novembre, Championnat d'Italie : au Stade Giuseppe-Meazza, le Milan AC et la Juventus font match nul (1-1)[4].
- 9 novembre:
  - Championnat d'Angleterre : Manchester United s'impose 2-1 sur la pelouse de Liverpool.
  - Championnat de France : au Stade Vélodrome, l'Olympique lyonnais s'impose 1-4 sur l'Olympique de Marseille. Peguy Luyindula inscrit 2 buts en faveur de l'OL[5].
- 15 novembre : en battant l'Allemagne sur son terrain 3-0, les bleus portent à 13 leur nombre de victoires consécutives. C'est un record.
- 28 novembre : le footballeur iranien Ali Daei inscrit son 85e but en sélection lors d'un match qualificatif pour la Coupe d'Asie entre l'Iran et le Liban. Le record de Ferenc Puskás, véritable légende du football Hongrois, est ainsi battu.
- 30 novembre, Championnat de France : le choc OM-PSG tourne à l'avantage des parisiens. Paris crucifie Marseille à la dernière minute, sur un but de Fabrice Fiorèse (0-1).

## Décembre
- 7 décembre, Championnat d'Espagne : au Camp Nou, le Real Madrid s'impose 2-1 sur le FC Barcelone.
- 12 décembre, Ligue des champions de la CAF, finale : l'Enyimba FC (Nigeria) remporte la Ligue des champions de la CAF en battant l'Ismaily SC (Égypte). C'est la première fois qu'un club nigérian remporte la compétition.
- 14 décembre : le Boca Juniors remporte la Coupe intercontinentale en battant le Milan AC aux penalties (1-1 & 3-1 T.a.b).
- 22 décembre : le joueur tchèque Pavel Nedved est désigné Ballon d'or France Football 2003. Il devance l'attaquant français Thierry Henry et le défenseur italien Paolo Maldini[6].

## Naissances
Plus d'informations :  Liste d'acteurs du football nés en 2003.
- Rayan Cherki, attaquant français ;
- Joao Grimaldo, ailier péruvien ;
- Malo Gusto, défenseur français ;
- Jamal Musiala, milieu offensif allemand ;
- Jude Bellingham, milieu offensif anglais
- Florian wirtz, milieu offensif,ailier Allemand
- Alejandro Baldé , latéral gauche espagnol
- rasmus højlund buteur danois
- Rasmus højlund, buteur danois
- Xavi Simons, ailier néerlandais.

## Principaux décès
Plus d'informations : Liste d'acteurs du football morts en 2003.
- 5 janvier : décès à Félix Loustau, international argentin ayant remporté 3 Copa América et 8 Championnat d'Argentine[7].
- 10 janvier : décès à 73 ans de Julinho, joueur brésilien ayant remporté le Championnat d'Italie 1956.
- 18 janvier : décès à 70 ans de Luis Castañer, joueur puis entraîneur espagnol.
- 31 janvier : décès à 78 ans de Ricardo Zamora de Grassa, joueur espagnol ayant remporté 2 Coupe des villes de foires.
- 31 janvier : décès à 78 ans de Guy Rabstejnek, joueur français[8].
- 5 février : décès à 88 ans de Paul Patrone, joueur français ayant remporté la Coupe de France 1943[9].
- 10 février : décès à 90 ans d'Alfred Aston, international français ayant remporté la Coupe de France 1942 devenu entraîneur[10].
- 28 février : décès à 83 ans d'Albert Batteux, international  français ayant remporté le Championnat de France 1949 et la Coupe de France 1950 puis comme entraîneur 8 Championnat de France et 3 Coupe de France. Il fut également sélectionneur de son pays[11].
- 1er mars : décès à 73 ans d'Antoine Aloni, joueur français[12].
- 22 mars : décès à 68 ans de Michel Tylinski, joueur français ayant remporté le Championnat de France en 1957.
- 28 mars : décès à 85 ans de Roger Pasquini, joueur puis entraîneur français[13].
- 17 avril : décès à 60 ans de Jean-Pierre Dogliani, international français devenu entraîneur[14].
- 18 avril : décès à 84 ans de Marcel Lisiero, joueur puis entraîneur français[15].
- 15 mai : décès à 83 ans de Gabriel Robert, joueur puis entraîneur français[16].
- 16 mai : décès à 50 ans d'Abdellatif Beggar, international marocain ayant remporté le Championnat du Maroc 1986 et 3 Coupe du Maroc[17].
- 29 mai : décès à 79 ans de Trevor Ford, international gallois[18].
- 26 juin : décès à 28 ans de Marc-Vivien Foé, international camerounais ayant remporté 2 Coupe d'Afrique des Nations, 2 Championnat de France et la Coupe du Cameroun en 1993[19].
- 1er juillet : décès à 80 ans d'Élie Fruchart, joueur puis entraîneur français[20].
- 20 juillet : décès à 86 ans de Julio Gonzalvo, joueur espagnol ayant remporté la Coupe d'Espagne 1940.
- 1er août : décès à 80 ans de Guy Thys, international belge devenu entraîneur. Il fut également sélectionneur de son pays[21].
- 11 août : décès à 76 ans de Jean Courteaux, joueur français ayant remporté 2 Championnat de France et la Coupe de France en 1952[22].
- 13 août : décès à 61 ans de Lothar Emmerich, international  ouest-allemand ayant remporté la Coupe d'Europe des vainqueurs de coupe 1966, la Coupe d'Allemagne 1965 et la Coupe de Belgique 1971.
- 14 août : décès à 73 ans de Helmut Rahn, international  ouest-allemand ayant remporté la Coupe du monde 1954, le Championnat d'Allemagne 1955 et la Coupe d'Allemagne 1953[23].
- 19 août : décès à 87 ans de Gabriel Dormois, entraîneur français[24].
- 31 août : décès à 76 ans de Pierre Cahuzac, international français ayant remporté la Coupe de France en 1957 devenu entraîneur[25].
- 1er septembre : décès à 84 ans d'Alexandr Skocen, joueur polonais.
- 7 septembre : décès à 79 ans d'August Hofman, joueur puis entraîneur belge.
- 1er octobre : décès à 70 ans de Fernand Devlaminck, joueur français ayant remporté le Championnat de France 1949[26].
- 5 décembre : décès à 67 ans de José Pesudo, joueur espganol ayant remporté la Coupe des villes de foire 1966, le Championnat d'Espagne 1971 et 2 Coupe d'Espagne devenu entraîneur[27].
- 12 décembre : décès à 76 ans de Rudolf Krause, international est-allemand devenu entraîneur. Il fut également sélectionneur de son pays.